# پیست اسکی بیجار
پیست اسکی نسار بیجار بر روی دامنه کوه نسار در بیجار استان کردستان قرار دارد و برای ورزش اسکی تنظیم شده‌است و جزو پنج تفریح گاه مهم استان کردستان شمرده می‌شود.

## امکانات
- تله کابین از نوع قدیمی

امکانات آتی
- تله سیژ (بهره برداری در سال ۱۳۸۸)
- پارکینگ عمومی
- هتل
- رستوران